# Lommelse Sahara

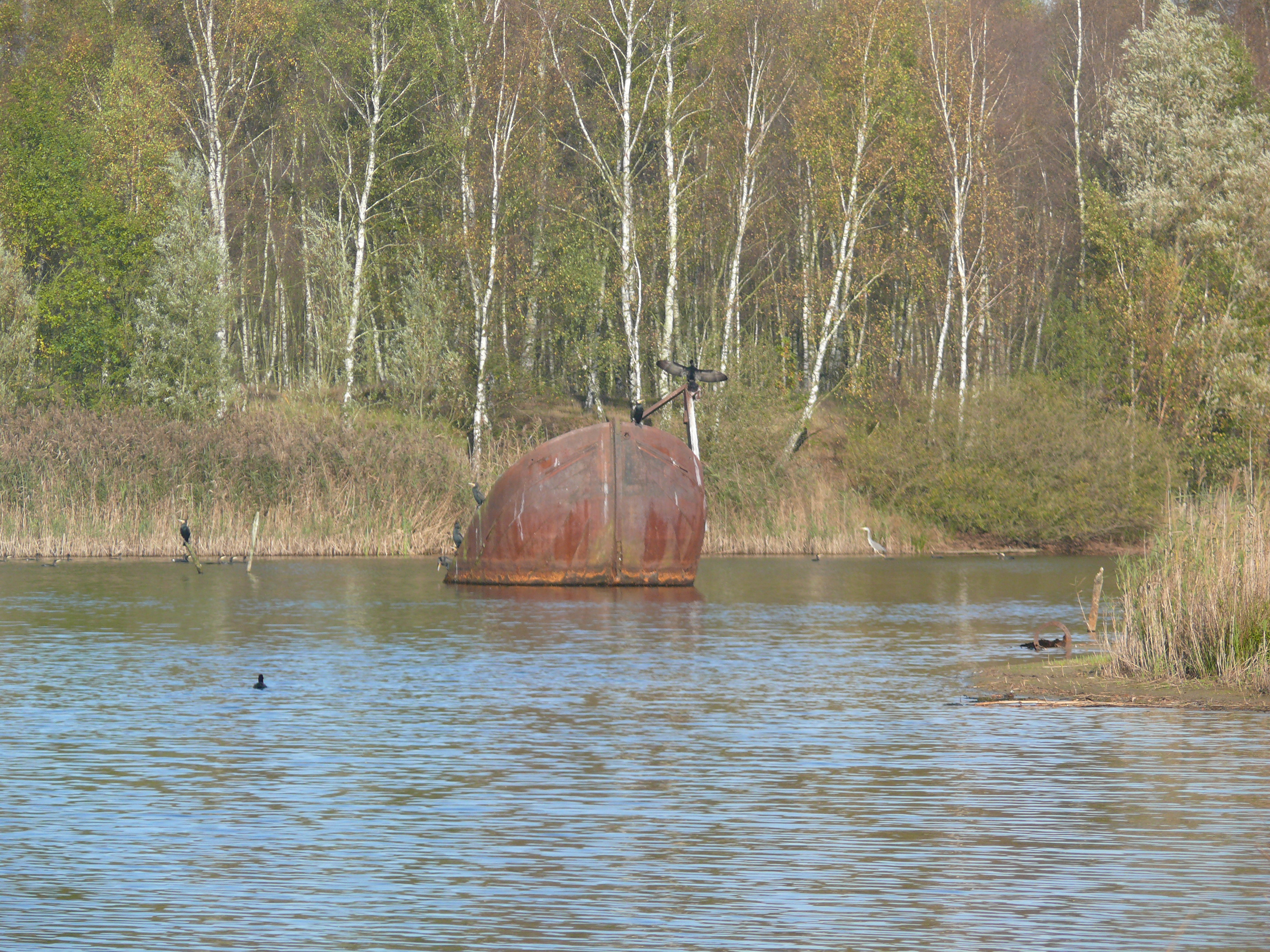
Lommelse Sahara

De Lommelse Sahara is een zand- en duinlandschap met een grootte van 193 hectare in de Belgische gemeente Lommel in Limburg. In het midden ligt een meer en rondom vindt men naaldbossen. Dit landschap behoort tot het bosgebied Bosland, dat sinds 2023 werd uitgeroepen tot Nationaal Park Bosland. De Lommelse Sahara is gelegen in de onmiddellijke omgeving van het Kempisch kanaal waarover de voetgangersbrug een poort tot dit zanderig gebied vormt. Het gebied is Europees beschermd als onderdeel van Natura 2000-gebied 'Valleigebied van de Kleine Nete met brongebieden, moerassen en heiden' (BE2100026). 

## Ontstaan
Dit natuurgebied met vele mogelijkheden tot wandelen en fietsen is ontstaan door menselijke activiteiten. Zo ontstond de plas door zandwinning tussen 1920 en 1925 en zorgde de uitwaseming van de vroegere zinkfabriek van Lommel-Werkplaatsen er tussen 1902 en 1940 voor dat alle groene beplanting verdween. Het resultaat was 350 hectare dor landschap bedekt met wit zand.
Om verdere uitdeining te voorkomen, werd na de Tweede Wereldoorlog naaldbebossing aangelegd. Met behulp van hagen van sprokkelhout (zogenaamde 'mutsaards') werd het proces van complete verzanding voorkomen. Hierdoor werd het zandgebied in omvang tot de huidige 193 hectare teruggedrongen. Heden ten dage staat het gebied bekend om de talloze watervogels en de exotische verwilderde zwarte zwanen.
De springstoffenfabriek Poudreries Réunies de Belgique had voorheen haar testterrein op de Sahara. Hiervan zijn er restanten terug te vinden zoals een schuilhut, de plek waarin werknemers zich verscholen bij het testen van granaten. Ook ligt er een ruïne van een vernietigingsput, een bouwwerk met een diameter van zo’n 10 meter waarin overbodige munitie werd afgebroken. Evenals de originele betonnen veiligheidspiramides, die granaatscherven en kanonskogels moesten tegenhouden.
De Lommelse Sahara werd in 2005 uitgeroepen tot een van de "Allermooiste plekjes van Vlaanderen". De Franstalige televisie RTBF beschouwt de Lommelse reusachtige natuur als prachtig.  
Bij opgravingen in mei 2013 werd een grondlaag ontdekt die teruggaat tot in het laatglaciaal, oftewel de late periode van de ‘laatste ijstijd’, zo’n 14.000 jaar geleden.

## Recreatie
De Lommelse Sahara vormde het decor van enkele films waaronder Frits en Freddy en Frits en Franky. Er werden ook beelden gedraaid voor de VTM-serie Crème de la Crème en de internationale crimireeks The Team. Tevens werden enkele scènes van de serie Tabula rasa en De Bende van Jan de Lichte in de Lommelse Sahara opgenomen.
Tevens is het gebied geliefd als spellocatie voor de jeugdverenigingen van Lommel-centrum, die hun lokalen hebben in de Nieuwe Kopen, op enkele honderden meters van de Sahara. Deze verenigingen zijn Scouting St.-Pieter Lommel, Chiro Lommel-Centrum, KSA De Lommelse Blauwvoeters en KSA De Lommelse Roodkapjes.